# Pelochyta
Pelochyta is een geslacht van vlinders van de familie spinneruilen (Erebidae).

## Soorten
- P. acuta de Toulgoët, 1984
- P. adumbrata Dognin, 1922
- P. affinis Rothschild, 1909
- P. albipars Hampson, 1914
- P. albotestaceus Rothschild, 1909
- P. aliena Maassen, 1890
- P. arenacea Schaus, 1901
- P. arontes Stoll, 1782
- P. atra Rothschild, 1909
- P. bicolor Rothschild, 1909
- P. brunnescens Rothschild, 1909
- P. cervina Edwards, 1884
- P. cinerea Walker, 1855
- P. colombiana Rothschild, 1916
- P. dorsicincta Hampson, 1916
- P. draudti Seitz, 1922
- P. fassli Rothschild, 1911
- P. fergusoni Watson & Goodger
- P. gandolfii Schaus, 1933

- P. haemapleura Dognin, 1914
- P. joseensis Strand, 1921
- P. misera Schaus, 1911
- P. nabor Schaus, 1924
- P. nigrescens Dognin, 1891
- P. pallida Schaus, 1901
- P. propinqua de Toulgoët, 1984
- P. ruficollis Druce, 1884
- P. semivitrea Dognin, 1907
- P. songoana Schaus, 1933
- P. spitzi Rothschild, 1933
- P. umbrata Hampson, 1901